# 李洪志
李 洪志（り こうし、拼音: Lǐ Hóngzhì、1951年5月13日もしくは1952年7月27日 - ）は、中国の宗教家。法輪功の創始者。中国吉林省公主嶺市出身。1992年に「法輪功」を設立。1996年よりアメリカに移住。

## 人物・来歴
法輪功によると創始者の李洪志は、1951年に吉林省公主嶺市の知識人の家に生まれ、4歳から1人目の師匠に仏教を、12歳から2人目の師匠に道家の功夫や気功を、1972年から3人目の師匠に内修功を、1974年から4人目の師匠に仏家の功理と功法を学んだとされる。さらにその後も複数の師匠に師事し「神力」を身に着けた李は、1984年から1989年にかけて、国内外の気功流派を吟味し、それまでに身に着けた「法輪修仏大法」を気功修練に時間を費やせない現代人に合わせ改編した「法輪功」を築いたとされる。1989年に数人の弟子に法輪功の教えその効果を確かめた李は、1992年に中国政府が主催した「東方健康博覧会」に参加し、大会総責任者の李如松と総顧問の姜学貴から高い評価を得た。翌年の同博覧会で李は組織委員会の一員となり、「学際科学進歩賞」「特別金賞」および「歓迎される気功師」の称号を得た。なお、以上は莫 (1999)の執筆当時の法輪功のウェブサイトに掲載されていた李の経歴であり、李についての他の証言には、1972年ごろから人民解放軍の歌舞団に所属しており、そこで出会った女性から気功を学びはじめたといったものもある。
なお、李の生年月日は法輪功のウェブサイトには釈迦牟尼と同日の陰暦4月8日に当たる1951年5月13日と記されているが、出生時の戸籍や1980年代半ばの個人身分証明書によると翌1952年の7月27日である。その後コネを使って、証明書の生年月日を変更されたとされる。中国政府は後にこの点を非難したが、李は文化革命期の混乱で証明書が誤っており、戸籍謄本に基づいて修正しただけであると反論した。しかしこれに対し中国政府は、訂正の痕跡の残る戸籍謄本を公開した。また中央電視台の番組において、李の出産に立ち会った産婆が、李は1952年7月の生まれだと証言している。
1998年に李は、「特殊人材」としてアメリカに移住している。莫 (1999), p. 90によるとこれについて、法輪功との全面対立を避けようとする共産党の意向を読み取ってのものか、あるいは身辺の安全のためであると推測している。

## 略年譜
- 1951年もしくは1952年 – 中国吉林省懐徳県（現在の公主嶺市）に生まれる[8]。
- 1982年 – 吉林省長春市へと移住[2]。
- 1992年 – 法輪功の普及活動を開始[9]。
- 1996年 – アメリカ合衆国に移住[10][11]。